# Matic Maruško
Matic Maruško (Murska Sobota, 30 novembre 1990) è un calciatore sloveno, centrocampista del NŠ Mura.

## Caratteristiche tecniche
Mediano, può essere schierato anche come difensore centrale.

## Carriera

### Club
Ha giocato nella prima divisione slovena, in quella slovacca ed in quella kazaka.

### Nazionale
Ha giocato 3 partite nella nazionale slovena Under-21.

## Palmarès

### Club

#### Competizioni nazionali
- Campionato sloveno: 1

NS Mura: 2020-2021
- Coppa di Slovenia: 1

NS Mura: 2019-2020